# صموئيل فلاغ بيمس
صموئيل فلاغ بيمس (بالإنجليزية: Samuel Flagg Bemis)‏ هو مؤرخ أمريكي، ولد في 20 أكتوبر 1891 في ورسستر في المملكة المتحدة، وتوفي في 26 سبتمبر 1973 في بريدجبورت في الولايات المتحدة.